# Gradicom II
GRADICOM II (PCX2) es un cohete argentino lanzado el 11 de julio de 2011 desde Chamical, provincia argentina de La Rioja.

## Historia
Desarrollado por el Centro de Investigaciones Científicas y Tecnológicas para la Defensa CITEDEF, el Gradicom 2 es un vector de dos etapas basadas en el desarrollo del Gradicom 1 PXC1 y con el que se supera un nuevo e importante escalón en el programa de desarrollo, que permite extender en forma importante el alcance en altura de los actuales vectores argentinos.
Según el director del proyecto, unos 70 expertos desarrollaron el combustible sólido, chasis, telemetría y la electrónica del vector, en un trabajo que demoró un año y en el que se invirtieron cuatro millones de pesos. La altura que se esperaba alcanzar en su lanzamiento se situaba entre los 100 y 120 km de altura, aunque faltan datos oficiales que confirmen con precisión si se logró este objetivo. El Gradicom II pesa 933 kilos y mide 7,7 metros. 
Según CITEDEF, el objetivo final del proyecto es lograr un vector que pueda ser usado con fines bélicos, como misil (con sistema de guiado y control) o cohete (trayectoria libre) y también con objetivos civiles. 
El Instituto Universitario Aeronáutico y el Centro de Investigaciones Aplicadas de la Fuerza Aérea, ambos de Córdoba, participaron del proyecto. También colaboró el banco balístico del CITEDEF que se encuentra en la Fábrica Militar de Villa María, Córdoba.
De ser solucionados todos estos inconvenientes (algunos muy importantes), y de contarse con el presupuesto adecuado, el programa podrá continuar su desarrollo según lo esperado. Para fines del año 2011 o comienzos del 2012 se esperaría poder lanzar su sucesor, el "Orbit", que triplicaría sus dimensiones.
Luego de una larga espera, se estima que en 2015 será lanzado el Gradicom III, luego de la exitosa prueba de motores en banco fijo.